# Ю (южнокитайская фамилия)

Иероглиф клана Ю

Ю (кит. 尤) — южнокитайская фамилия. Словарное значение иероглифа — «выдающийся». Ксеносиноним — Иуда.
Китайское произношение ближе к «Ёу» . Вьетнамское произношение Выу (Vưu) .
Иероглиф «Ю» входит также в имя Чи Ю (蚩尤) — великана-колдуна, наследника Владыки Юга Янь-ди, оспаривавшего власть над миром у Небесного владыки Хуан-ди.
В тексте Байцзясин есть ещё одна фамилия Ю — 有.

## Известные носители
- Ю Байвэй (род. 1988) — китайская хоккеистка.
- Ю Кихен (род. 1993) — южнокорейский певец, участник мужской группы MONSTA X.
- Ю Тайцзун (尤太忠) — секретарь КПК Внутренней Монголии 1971－1978.
- Ю Тай — амбань Тибета (представитель императорской власти) во время английской интервенции в Тибет в 1903 году.
- Ю Чонён (род. 1996) — южнокорейская певица, участница гёрл-группы TWICE.
- Ю Чи Мин (род. 2000) — южнокорейская певица и тансовщица, участница женской группы aespa.